# خوان خوزه اوره
خوان خوزه اوره (انگلیسی: Juan José Oré؛ زادهٔ ۱۲ ژوئن ۱۹۵۴) بازیکن فوتبال اهل پرو است.
از باشگاه‌هایی که در آن بازی کرده‌است می‌توان به باشگاه فوتبال پاناتینایکوس اشاره کرد.